# Breitenwiesengraben
Der Breitenwiesengraben ist ein linker Zufluss des Gaßwiesengrabens bei Alesheim im mittelfränkischen Landkreis Weißenburg-Gunzenhausen.

## Verlauf
Der Breitenwiesengraben entspringt im Naturpark Altmühltal auf einer Höhe von 413 m ü. NHN am südlichen Ortsrand von Alesheim unweit der Kreisstraße WUG 3. Der Bach fließt zunächst in nordwestliche, dann in südsüdwestliche, anschließend wieder in nordwestliche Richtung und durchquert eine weite Offenlandschaft im Tal der Altmühl. Der Breitenwiesengraben mündet nach einem Lauf von rund 500 Metern auf einer Höhe von 412 m ü. NHN südwestlich von Alesheim, nordwestlich von Trommetsheim und nordöstlich von Fischerhaus von links bzw. von Westen in den Gaßwiesengraben. Der Breitenwiesengraben hat keine Zuflüsse und durchfließt keine Ortschaften.